# Albert van Hoobrouck de Fiennes
Albert van Hoobrouck de Fiennes, né à Gand le 21 octobre 1800 et mort à Malines le 5 juillet 1871, est un homme politique belge.

## Fonctions et mandats
- Membre de la Chambre des représentants de Belgique : 1832-1835, 1836-1843

## Sources
- Paul VAN MOLLE, Het Belgisch Parlement, 1894-1972, Antwerpen, 1972.
- Jean-Luc DE PAEPE & Christiane RAINDORF-GERARD, Le Parlement belge, 1831-1894, Brussel, 1996.

- Ressource relative à plusieurs domaines :   - ODIS